# Ann Van Elsen
Pour les articles homonymes, voir Van Elsen.
Ann Van Elsen (Mol, 27 décembre 1979) est un mannequin belge néerlandophone et une présentatrice de télévision. 
Elle a été couronnée Miss Belgique en 2002. 
Ann Van Elsen a refusé de participer à l'élection de Miss Monde au Nigeria pour protester contre un jugement des tribunaux de ce pays qui menaçait de lapidation une femme du nom de Amina Lawal, accusée d'adultère. Elle fut remplacée par Sylvie Doclot lors de ce concours.
Elle est la fiancée du footballeur Gunter Van Handenhoven. Divorcée en 2012.